# Teoría de representación

La teoría de la representación estudia como las estructuras algebraicas "actúan" sobre objetos. Un ejemplo simple es como las simetrías de los polígonos regulares, consistentes de reflexiones y rotaciones, transforman el polígono.

La teoría de la representación es una rama de las matemáticas que estudia estructuras algebraicas mediante su representación de sus elementos como transformaciones lineales de espacios vectoriales, y estudia módulos sobre estas estructuras algebraicas abstractas. En esencia, una representación hace que un objeto algebraico abstracto sea más concreto al describir sus elementos mediante matrices y sus operaciones algebraicas (por ejemplo, suma de matrices, multiplicación de matrices). La teoría de matrices y operadores lineales se comprende bien, por lo que las representaciones de objetos más abstractos en términos de objetos familiares de álgebra lineal ayudan a obtener propiedades y, a veces, simplifican los cálculos en teorías más abstractas.
Los objetos algebraicos susceptibles de tal descripción incluyen grupos, álgebras asociativas y álgebras de Lie. El más destacado de ellos (e históricamente el primero) es la teoría de la representación de grupos, en la que los elementos de un grupo están representados por matrices invertibles de tal manera que la operación de grupo es la multiplicación de matrices.
La teoría de la representación es un método útil porque reduce los problemas de álgebra abstracta a problemas de álgebra lineal, un tema que se comprende bien. Además, el espacio vectorial en el que se representa un grupo (por ejemplo) puede ser de dimensión infinita y, al permitir que sea, por ejemplo, un espacio de Hilbert, los métodos de análisis se pueden aplicar a la teoría de grupos. La teoría de la representación también es importante en física porque, por ejemplo, describe cómo el grupo de simetría de un sistema físico afecta las soluciones de ecuaciones que describen ese sistema.
La teoría de la representación es omnipresente en todos los campos de las matemáticas por dos razones. Primero, las aplicaciones de la teoría de la representación son diversas: además de su impacto en el álgebra, la teoría de la representación:
- ilumina y generaliza el análisis de Fourier a través del análisis armónico,[11]
- está conectada a la geometría a través de la teoría invariante y el programa Erlangen,[12]
- tiene un impacto en la teoría de números a través de formas automórficas y el programa Langlands.[13]

En segundo lugar, existen diversos enfoques de la teoría de la representación. Los mismos objetos pueden ser estudiados utilizando métodos de la geometría algebraica, teoría de módulos, la teoría analítica de números, la geometría diferencial, teoría de operadores, combinatoria algebraica y topología.
El éxito de la teoría de la representación ha dado lugar a numerosas generalizaciones. Uno de los más generales es el de la teoría de categorías. Los objetos algebraicos a los que se aplica la teoría de la representación pueden verse como tipos particulares de categorías, y las representaciones como functores de la categoría de objeto a la categoría de espacios vectoriales.  Esta descripción apunta a dos generalizaciones obvias: primero, los objetos algebraicos pueden ser reemplazados por categorías más generales; en segundo lugar, la categoría objetivo de espacios vectoriales puede ser reemplazada por otras categorías bien entendidas.

## Ramas y temas
La teoría de la representación destaca por el número de ramas que tiene y la diversidad de enfoques para estudiar las representaciones de grupos y álgebras. Aunque todas las teorías tienen en común los conceptos básicos ya discutidos, difieren considerablemente en los detalles. Las diferencias son al menos tres:
- La teoría de la representación depende del tipo de objeto algebraico que se representa. Hay varias clases diferentes de grupos, álgebras asociativas y álgebras de Lie, y todas sus teorías de representación tienen un sabor individual.
- La teoría de la representación depende de la naturaleza del espacio vectorial en el que se representa el objeto algebraico. La distinción más importante es entre las representaciones de dimensión finita y las de dimensión infinita. En el caso de dimensión infinita, las estructuras adicionales son importantes (por ejemplo, si el espacio es un espacio de Hilbert, un espacio de Banach, etc.). También se pueden imponer estructuras algebraicas adicionales en el caso de dimensión finita.
- La teoría de la representación depende del tipo de campo sobre el que se define el espacio vectorial. Los casos más importantes son el campo de los números complejos, el campo de los números reales, los campos finitos y los campos de los números p-ádicos. Surgen dificultades adicionales para campos de característica positiva y para campos que no están cerrados algebraicamente.

## Definiciones y conceptos
Sea V un espacio vectorial en el campo F. Por ejemplo, suponiendo que V es Rn o Cn, el espacio n-dimensional estándar de vectores columna en los números reales o complejos, respectivamente. En este caso, la idea de la teoría de la representación es hacer concreta al álgebra abstracta utilizando n &veces; n matrices de números reales o complejos.
Existen tres tipos de objetos algebraicos sobre los cuales se puede realizar esto: grupo, álgebras asociativas y álgebras de Lie.
- El conjunto de todas las n matrices invertibles n &veces es un grupo con respecto a la multiplicación de matriz, y la teoría de representación de grupos analiza un grupo mediante la descripción ("representación") de sus elementos en función de sus matrices invertibles.
- La suma y multiplicación de matrices forman un grupo de todas las n matrices n veces en un álgebra asociativa, y por lo tanto existe una teoría de representación de álgebras asociativas correspondiente.

- Si se reemplaza la multiplicación de matriz MN por el conmutador de matriz MN − NM, entonces las  n &veces; n matrices se convierten en un álgebra de Lie, conduciendo a una teoría de representación de álgebras de Lie.

Ello es generalizable a todo campo F y todo espacio vectorial V en F, con mapas lineales reemplazando a las matrices y composición reemplazando a la multiplicación de matriz: existe un grupo GL(V,F) de automorfismos de V, un álgebra asociativa EndF(V) de todos los endomorfismos de V, y un álgebra de Lie correspondiente  gl(V,F).

### Definición
Existen dos maneras de expresar que es una representación. El primero utiliza la idea de una acción, generalizando la manera en que las matrices actúan sobre vectores columna por multiplicación de matriz. Una representación de un grupo G o (asociativo o Lie) álgebra A sobre un espacio vectorial V es un mapa
{\displaystyle \Phi \colon G\times V\to V\quad {\text{or}}\quad \Phi \colon A\times V\to V}
con dos propiedades. Primero, para todo g en G (o a en A), el mapa
{\displaystyle {\begin{aligned}\Phi (g)\colon V&\to V\\v&\mapsto \Phi (g,v)\end{aligned}}}
es lineal (sobre F). Segundo, si se introduce la notación g · v para {\displaystyle \Phi } (g, v), entonces para todo g1, g2 en G y v en V:
{\displaystyle (1)\quad e\cdot v=v}
{\displaystyle (2)\quad g_{1}\cdot (g_{2}\cdot v)=(g_{1}g_{2})\cdot v}
donde e es el elemento identidad de G y g1g2 es el producto en G. El requerimiento para álgebras asociativas es análogo, excepto que las álgebras asociativas no siempre tienen un elemento identidad, en cuyo caso la ecuación (1) es ignorada. La Ecuación (2) es una expresión abstracta de la asociatividad de la multiplicación de matriz. Esto no es cierto para el caso del conmutador de matriz y además no existe elemento identidad para el conmutador. Por lo tanto para álgebras de Lie, el único requerimiento es que para todo  x1, x2 en A y v en V:
{\displaystyle (2')\quad x_{1}\cdot (x_{2}\cdot v)-x_{2}\cdot (x_{1}\cdot v)=[x_{1},x_{2}]\cdot v}
donde [x1, x2] es el corchete de Lie, que generaliza el conmutador de matriz MN − NM.